# Centre démographique des États-Unis

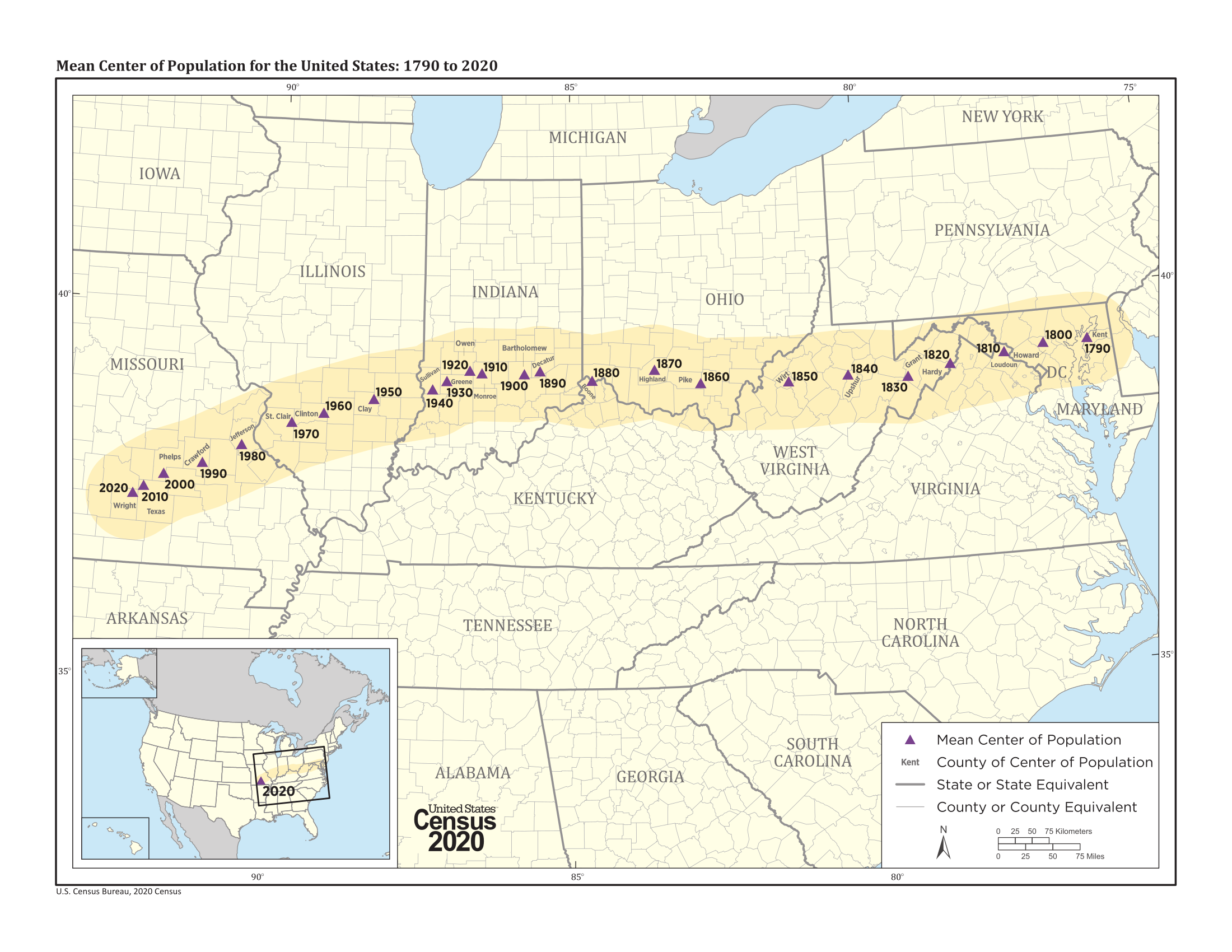
Carte montrant les changements du centre démographique pour les États-Unis, 1790-2020 (US Census Bureau)

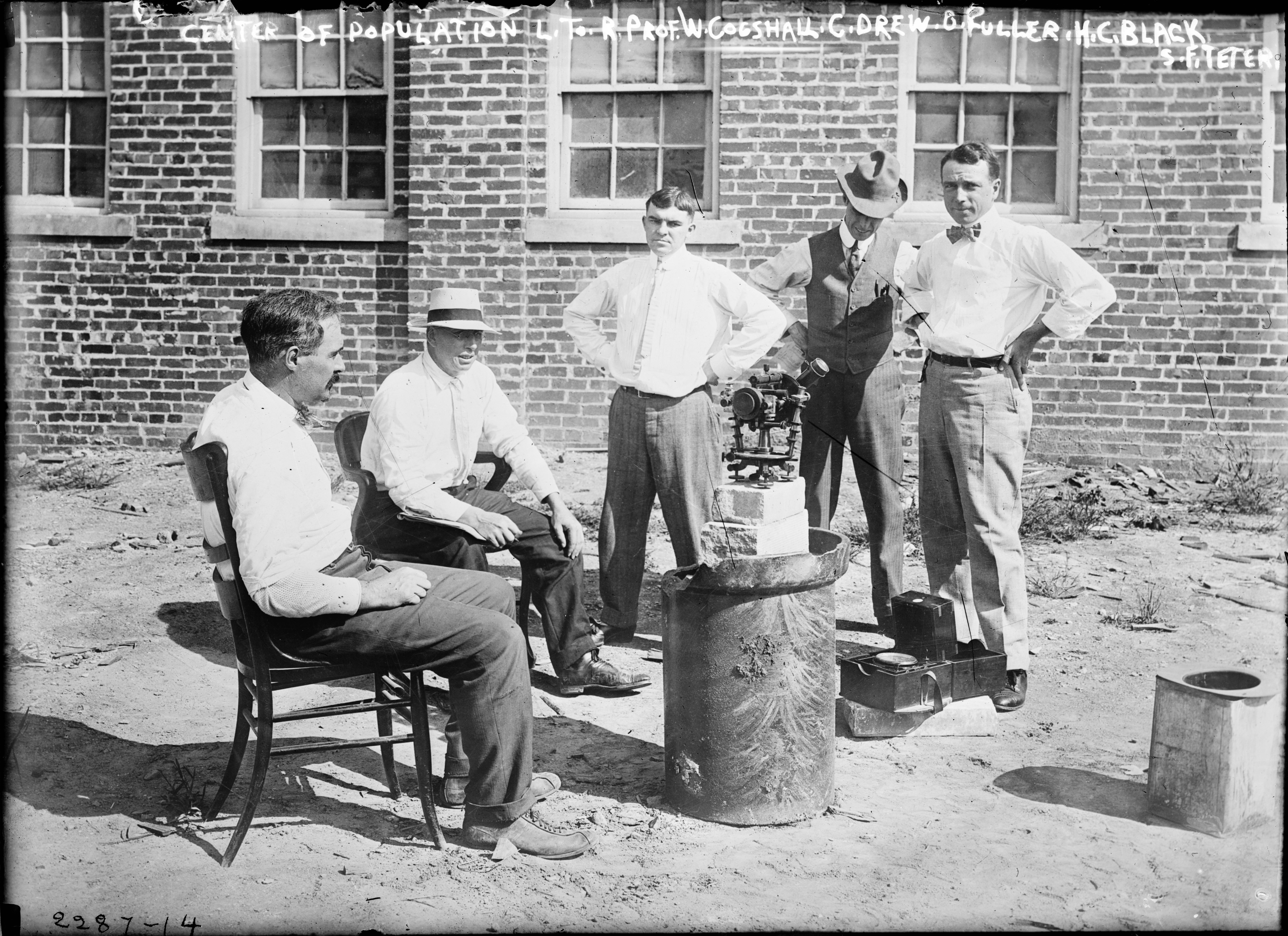
Le centre de la population des États-Unis, après le 13e recensement, près de Bloomington, dans l'Indiana

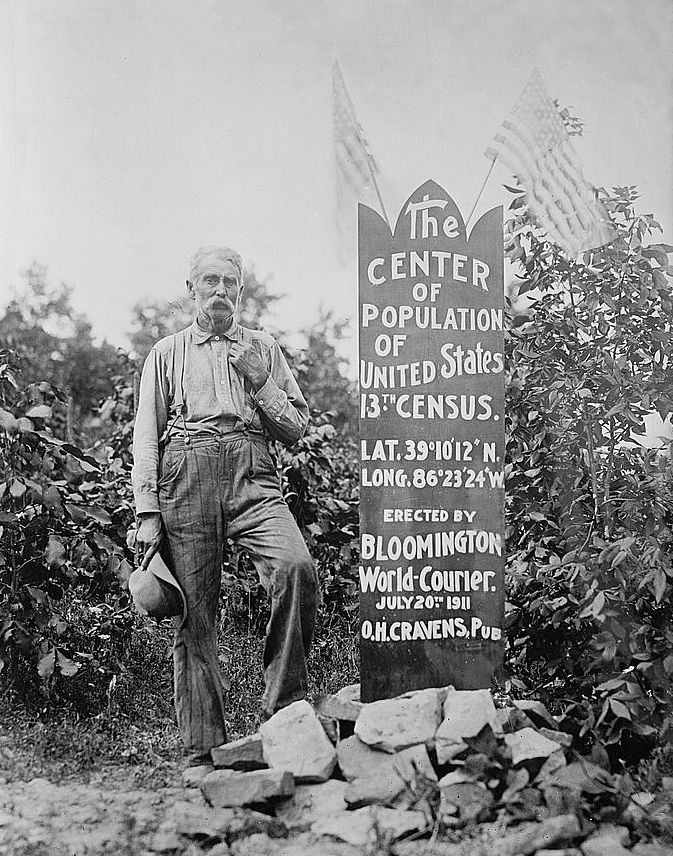
Le centre de la population des États-Unis, après le 13e recensement (1910), près de Bloomington, dans l'Indiana

Le centre démographique de la population des États-Unis est déterminé par le Bureau du recensement américain à partir des résultats de chaque recensement national. Le Bureau le définit comme suit:
« Le concept de centre démographique utilisé par le Bureau de recensement des États-Unis est celui du point d'équilibre. Le centre démographique est le point auquel une représentation de surface imaginaire, sans poids, rigide et plane (sans effet d’altitude) des 50 États (ou 48 États contigus pour les calculs effectués avant 1960) et le District de Columbia s’équilibrerait si des poids de taille identique étaient placés sur celui-ci de sorte que chaque poids représente l'emplacement d'une personne. Plus spécifiquement, ce calcul est appelé le centre démographique (the mean center of population) »
Après le déplacement d'environ 966 km (600 miles) vers l'ouest-sud-ouest au cours du 19e siècle, le déplacement du centre démographique au cours du 20e siècle a été moins prononcé, de 521 km (324 miles) à l'ouest et de 123 km (101 miles) au sud. Près de 79% du mouvement vers le sud s'est produit entre 1950 et 2000.

## Informations sur la localisation depuis 1790
| Recensement | Comté                                               | Description de la localisation                                       | Coordonnées décimales                                     |
| ----------- | --------------------------------------------------- | -------------------------------------------------------------------- | --------------------------------------------------------- |
| 1790        | Comté de Kent, Maryland                             | 23 miles à l'est de Baltimore                                        | 39° 16′ 30″ N, 76° 11′ 12″ O                              |
| 1800        | Comté de Howard, Maryland                           | 18 miles à l'ouest de Baltimore                                      | 39° 16′ 06″ N, 76° 56′ 30″ O                              |
| 1810        | Comté de Loudoun, Virginie                          | 40 miles au nord-ouest de Washington, D.C.                           | 39° 11′ 30″ N, 77° 37′ 12″ O                              |
| 1820        | Comté de Hardy, Virginie-Occidentale                | 16 miles à l'est de Moorefield                                       | 39° 05′ 42″ N, 78° 33′ 00″ O                              |
| 1830        | Comté de Grant, Virginie-Occidentale                | 19 miles à l'ouest-sud-ouest de Moorefield                           | 38° 57′ 54″ N, 79° 16′ 54″ O                              |
| 1840        | Comté d'Upshur, Virginie-Occidentale                | 16 miles au sud de Clarksburg                                        | 39° 02′ 00″ N, 80° 18′ 00″ O                              |
| 1850        | Comté de Wirt, Virginie-Occidentale                 | 23 miles au sud-est de Parkersburg                                   | 38° 59′ 00″ N, 81° 19′ 00″ O                              |
| 1860        | Comté de Pike, Ohio                                 | 20 miles au sud-sud-est de Chillicothe                               | 39° 00′ 24″ N, 82° 48′ 48″ O                              |
| 1870        | Comté de Highland, Ohio                             | 48 miles east by north de Cincinnati                                 | 39° 12′ 00″ N, 83° 35′ 42″ O                              |
| 1880        | Comté de Boone, Kentucky                            | 8 miles west by south de Cincinnati                                  | 39° 04′ 08″ N, 84° 39′ 40″ O                              |
| 1890        | Comté de Decatur, Indiana                           | 20 miles à l'est de Columbus                                         | 39° 11′ 56″ N, 85° 32′ 53″ O                              |
| 1900        | Comté de Bartholomew, Indiana                       | 6 miles au sud-est de Columbus                                       | 39° 09′ 36″ N, 85° 48′ 54″ O                              |
| 1910        | Comté de Monroe, Indiana                            | dans la ville de Bloomington                                         | 39° 10′ 12″ N, 86° 32′ 20″ O                              |
| 1920        | Comté d'Owen, Indiana                               | 8 miles au sud-sud-est de Spencer                                    | 39° 10′ 21″ N, 86° 43′ 15″ O                              |
| 1930        | Comté de Greene, Indiana                            | 3 miles au nord-est de Linton                                        | 39° 03′ 45″ N, 87° 08′ 06″ O                              |
| 1940        | Comté de Sullivan, Indiana                          | 2 miles au southeast by east de Carlisle                             | 38° 56′ 54″ N, 87° 22′ 35″ O                              |
| 1950        | Comté de Richland, Illinois Comté de Clay, Illinois | 8 miles au nord-nord-ouest d'Olney 3 miles au nord-est de Louisville | 38° 50′ 21″ N, 88° 09′ 33″ O 38° 48′ 15″ N, 88° 22′ 08″ O |
| 1960        | Comté de Clinton, Illinois                          | 6.5 miles au nord-ouest de Centralia                                 | 38° 35′ 58″ N, 89° 12′ 35″ O                              |
| 1970        | Comté de Saint Clair, Illinois                      | 5 miles à l'est-sud-est de Mascoutah                                 | 38° 27′ 47″ N, 89° 42′ 22″ O                              |
| 1980        | Comté de Jefferson, Missouri                        | 0,3 mile à l'ouest de DeSoto                                         | 38° 08′ 13″ N, 90° 34′ 26″ O                              |
| 1990        | Comté de Crawford, Missouri                         | 9,7 miles au sud-est de Steelville                                   | 37° 52′ 20″ N, 91° 12′ 55″ O                              |
| 2000        | Comté de Phelps, Missouri                           | 2,8 miles à l'est d'Edgar Springs                                    | 37° 41′ 49″ N, 91° 48′ 34″ O                              |
| 2010        | Comté de Texas, Missouri                            | 2.7 miles au nord-est de Plato                                       | 37° 31′ 03″ N, 92° 10′ 23″ O                              |
| 2020        | Comté de Wright, Missouri                           | 15 miles au nord-est de Hartville                                    | 37° 24′ 57″ N, 92° 20′ 47″ O                              |

1. ↑  Lors du premier recensement américain (1790), le centre démographique était environ 7,4 miles northwest by west de Chestertown (Maryland)[3].
2. 1 2 3 4  Les centres démographiques de 1820, 1830, 1840 et 1850 étaient en Virginie au moment des recensements, avant que la Virginie-Occidentale ne se sépare de la Virginie en 1863[3].
3. ↑  Méthode de calcul utilisée jusqu'en 1950.
4. ↑  Méthode de calcul actuelle.
5. ↑  L'ajout de l'Alaska et de Hawaii dans l'Union en 1959 contribua à déplacer le centre démographique environ de 2 milles (3,218688 km) plus au sud et environ  10 milles (16,09344 km) plus à l'ouest lors du recensement de 1960.